# テトラバエナ属
テトラバエナ属 (Tetrabaena) とは、クラミドモナス目に属する1属。
テトラバエナ属は、タイプ種であるシアワセモ (T. socialis) のみが記載されている、細胞数の非常に少ない群体性のクラミドモナス目である。テトラバエナ属は Basichlamys 属と共にテトラバエナ科 (Tetrabaenaceae) を構成するタイプ属でもある。